# Parapallene haddoni
Parapallene haddoni là một loài nhện biển trong họ Callipallenidae. Loài này thuộc chi Parapallene. Parapallene haddoni được miêu tả năm 1892 voor het eerst wetenschappelijk bởi Carpenter.